# Cercetașii României
Organizația Națională "Cercetașii României" (ONCR) este organizația principală de cercetași din România.
Organizația Națională "Cercetașii României" este coeducațională și este prezentă în peste 50 de localități. La 1 decembrie 2010 avea un număr de 2,278 membri. 
Din anul 1993 este membră a Organizației Mondiale a Mișcării Scout - World Organization of the Scout Movement (WOSM). 
Deviza cercetașilor români este 'Gata Oricând!' (adaptarea locală a motto-ului “Be prepared” al lui sir Robert Baden-Powell).
In anul 2013 cercetașii din România sărbătoresc Centenarul Cercetășiei.

## Începuturile Cercetășiei în România
Prima comunicare asupra cercetășiei a fost făcută de către profesorul Gheorghe Munteanu Murgoci într-o ședință a Federației Societăților Sportive din România (FSSR).
Prima publicație despre fenomenul cercetășiei a fost o broșură informativă, editată de către profesorul Gabriel Giurgea în noiembrie 1913. Acesta a trimis-o către conducerile școlilor secundare (gimnazii) din țară.
Între cele două momente, în vara anului 1913, inspirați de un articol citit într-o revistă franțuzească, câțiva elevi de la Liceul „Gheorghe Lazăr” din București (frații Dimăncescu, frații Berindei, Săndel Bogdan și Ionel Andronescu) formează singuri, fără ajutorul adulților, primele patrule de cercetași, experimentând cercetășia în Munții Bucegi. 
După începerea cursurilor, în toamna aceluiași an, la inițiativa lui Dimitrie D. Dimăncescu (liderul primilor cercetași), elevilor de mai sus li s-au mai alăturat și alți colegi pentru a înființa prima legiune de cercetași, având și sprijinul directorului de atunci al liceului (Marin Demetrescu).
Tot în toamna lui 1913 și tot la Liceul „Gheorghe Lazăr”, Vladimir Ghidionescu a ținut prima conferință despre cercetășie.

## Formarea structurilor și recunoașterea de către parlament
Colonelul adjutant Grigore Berindei preia organizarea cercetașilor și înființează un comitet de inițiativă, din care făceau parte Gabriel Giurgea, Vladimir Ghidionescu, maiorii Manolescu, Uică, căpitanul Sâmboteanu și locotenenții Sâmboteanu, Panaitescu și Manicatide.
Asociația “Cercetașii României” se va constitui oficial pe 12 mai 1914.
In vara anului 1914, col. adj. Grigore Berindei obține o audiență și prezintă către membri casei regale (regele Carol I, principele Ferdinand și principele Carol) cercetășia și organizarea asociației pâna în acel moment. Obține sprijin și asociația se dezvoltă puternic până în anul 1916 (peste 9,000 de cercetași, grupați în 34 de legiuni și 56 de cohorte).
Recunoașterea asociației ca persoană morală este votată de Senat (20 decembrie 1914) și de Adunarea Deputaților (21 februarie 1915), fiind publicată în Monitorul Oficial la 9 aprilie 1915.
In zilele de 15-18 martie 1915 se ține la București primul Congres al Comandanților.
In anul 1915, în traducerea pedagogului Ion I. Onu apare cartea “Cercetașii”, ediția în limba română a celebrei “Scouting for Boys” de Baden-Powell.
Atât la înființare, cât și de-a lungul timpului au susținut mișcarea profesori, ofițeri, ziariști, oameni de litere și politicieni (Gheorghe Munteanu Murgoci, Gheorghe D. Mugur, Gheorghe Adamescu, Nicolae Iorga, Constantin Costa-Foru, Simion Mehedinți, Ion Simionescu, Ion G. Duca, Alexandru Borza). Alte personalități au contribuit ca cercetași, printre ei regele Mihai, Mircea Eliade sau Ion Rațiu. 

## Cercetașii în Primul Război Mondial

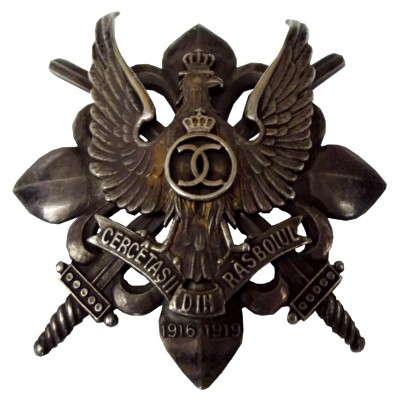
insigna "Cercetașii din răsboiul 1916-1919"

Inspirați de către cercetașii din Marea Britanie, aflată în război încă din 1914, la data ieșirii României din neutralitate (august 1916) cercetașii români s-au organizat în “Corpul cercetașilor de război”, fiind încadrați ca sanitari, brancardieri, curieri, telefoniști, factori poștali și alte specializări.
Gh. D. Mugur preia de la principele Carol comanda Marii Legiuni.
Prin efortul lor susținut, cercetașii au reușit să elibereze un surplus important de combatanți pentru prima linie și au contribuit la menținerea unor activități vitale în spatele frontului, pe toată durata ostilităților. Ca o recunoaștere a acestui rol, în anul 1928 ia ființă “Asociația Cercetașii din războiul 1916-1919”.

## Reorganizarea Cercetășiei
Activitățile cercetășești se reorganizează după război (1919-1923). Asociația cuprinde acum și cercetașii din Transilvania (patrule de cercetași români apăruseră la Brașov și Blaj încă din 1913), Basarabia și Bucovina.
O delegație de 58 de cercetași, sub conducerea prof. univ. Gh. M. Murgoci, participă la prima jamboree internațională (Londra, 1920).
La a doua Conferință mondială a cercetășiei (Paris, 1922), România devine membră fondatoare a Organizației Mondiale a Cercetășiei (WOSM). 
Pe fondul unei lipse de cadre de conducere, dezvoltarea asociației stagnează pentru câțiva ani (1924-1928).

## Anii de glorie ai mișcării

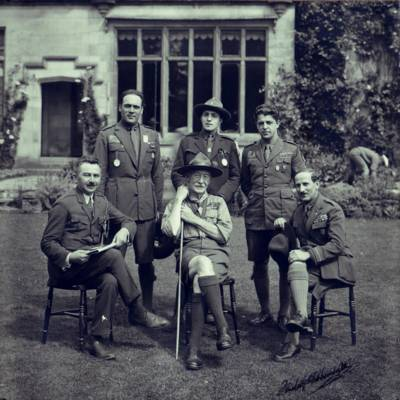
lord Baden-Powell și delegația României la a treia jamboree internațională (Birkenhead, Marea Britanie, 1929)

La 1 august 1928 cercetășia este trecută ca direcție la "Oficiul Național pentru Educație Fizică" (ONEF). Din anul 1929 comandantul marii Legiuni devine principele Nicolae, avându-l ca ajutor de comandant pe generalul Ion Manolescu, în timp ce lt. col. Ulisse Sâmboteanu este directorul Cercetășiei.
România participă cu o delegație de comandanți la a treia jamboree internațională (Birkenhead, Marea Britanie, 1929). Raportul prezentat despre succesul evenimentului (50,000 de participanți din 42 de țări) prefațează hotărârea principelui Nicolae de a organiza jamboree naționale din doi in doi ani. Acestea vor avea loc la Piatra Neamț (1930), Sibiu (1932), Mamaia (1934) și Brașov (1936).
La al doua jamboree națională (Sibiu, 1932), cei 2,500 de participanți (români și invitați din străinătate) primesc salutul lordului Baden-Powell prin reprezentantul său, sir Hubert S. Martin, directorul Biroului Internațional al Cercetășiei (WSB). 
România marchează această jamboree printr-o premieră mondială, fiind prima țară care editează o serie filatelică cu ocazia unui astfel de eveniment.

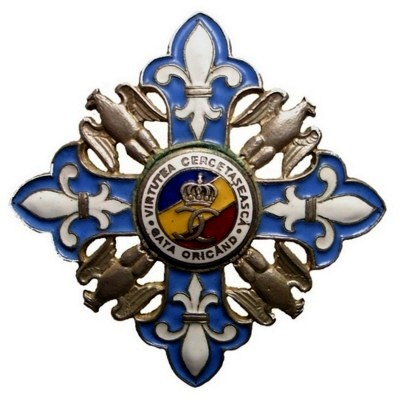
Virtutea Cercetășească

De-a lungul anilor, Asociația "Cercetașii României" va emite un număr mare de însemne cercetășești. Cea mai importantă distincție a fost "Virtutea Cercetășească".
Începând cu anul 1934 se înființează Oficiul pentru Educația Tineretului Român. Tinerii de ambele sexe între 7 și 18 ani (băieții) / 21 ani (fetele) făceau parte din "Straja Țării", compusă din Marile Legiuni ale Cercetașilor și Cercetașelor și Marile Falange ale Străjerilor și Străjerelor.

## Cercetașele României
Până în primăvara anului 1929, cercetașele activau ca grupuri distincte, încadrate în Marea Legiune a Cercetașilor. Cea mai celebră reprezentantă este Ecaterina Teodoroiu, cercetașă în București și Târgu Jiu, înrolată ulterior în armata româna și căzută la datorie în primul război mondial.
In primăvara anului 1929 principesa Ileana a României, Nissa Cămărășescu și cpt. Ioan Dimăncescu (comandantul cohortei I Galben – București) formează un comitet care va conlucra cu Ministerul Școalelor (Ministerul Invațământului din acei ani) și cu alte personalități pentru înființarea unei organizații de cercetașe, separată de cea a băieților.
La 18 ianuarie 1930 lua ființă Asociația “Cercetașele României”.
In ianuarie 1932 erau înregistrate 23 cohorte, formate din 2,078 cercetașe, comandanta Marii Legiuni a Cercetașelor României fiind principesa Ileana, secondată de Nissa Cămărășescu (ajutoarea comandantei) și Viorica Litzica (directoarea generală).
Cel mai important eveniment al cercetașelor a fost Jamboreea de la Breaza (august 1935).
Centrul Local “Tomis” Constanța este o filială a Organizației Naționale Cercetașii României .
Simbolul cercetașelor era frunza de trifoi.

## Organizarea cercetașilor

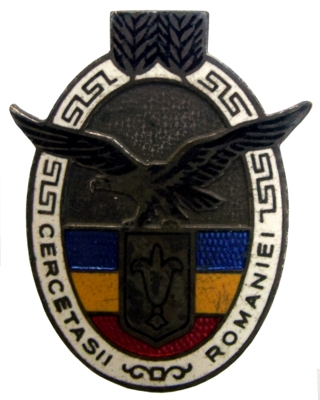
insigna "Cercetașii României" (pajura cercetășească)

Cercetașii erau organizați în patrule. O patrulă era formată din 2 echipe a câte 3 cercetași. 5 patrule formau o grupă și 3 grupe o centurie. Centuriile dintr-o localitate se constituiau într-o cohortă. Toate cohortele dintr-un județ formau o legiune, mai multe legiuni un ținut, iar toate legiunile din țară formau Marea Legiune a Cercetașilor.
La cercetașe, toate cohortele formau Marea Legiune a Cercetașelor.
Grupele de vârstă erau:
- Pui de șoimi / Micile Cercetașe: copii cu vârste între 7 și 11 ani
- Cercetași / Cercetașe: copii și tineri cu vârste între 11 și 18 ani
- Seniori (Roveri) / Călăuze: tineri și adulți cu vârste de peste 18 ani

## Desființarea asociației
La începutul anului 1936 se aprecia că mișcarea de cercetași cuprindea 50,000 de tineri si 2,000 de comandanți. 
Pe parcursul anului 1936 cele două asociații (cercetași si cercetașe) au fost comasate într-una singură - "Cercetășia României". 
La 24 ianuarie 1937 se desființează OETR-ul prin reorganizarea "Străjii Țării". Aceasta devine singura organizație de stat, pentru îndrumarea și conducerea tineretului în ceea ce privește educația fizică, moral-religioasă, socială și națională.
Implicit este desființată și cercetășia, care nu își mai găsea locul în sistemul totalitar creat de regele Carol al II-lea. Cu toate acestea, o mare parte din cadrele cercetășiei sau dintre personalitățile care sprijiniseră ideea se vor regăsi în noua mișcare, devenită obligatorie. 
"Straja Țării" se va desființa în toamna anului 1940, după abdicarea regelui Carol al II-lea. 
La sfârșitul celui de Al Doilea Război Mondial, regimul comunist din România a impus o interdicție pentru toate mișcările de tineret alternative, acestea fiind înlocuite de Organizația Pionierilor și Uniunea Tineretului Comunist (UTC).

## Reînființarea Cercetășiei
Cercetășia româneasca s-a reînființat la 31 martie 1990, prin demersurile începute de către un grup de foști cercetași, conduși de Alexandru Daia, comandantul Cohortei III București în perioada interbelică și autorul cărții "Eroi la 16 ani", publicată în anii '80.
In anul 1993 Organizația Națională "Cercetașii României" a primit recunoașterea Biroului Mondial al WOSM - Organizația Mondială a Mișcării Scout - ce numără în prezent peste 28.000.000 de membri activi în 216 țări și teritorii.
Organizația își desfășoară activitatea în cadrul Centrelor Locale, compuse din cel puțin 2 unități. O unitate este formată din 2-5 patrule din aceeași grupă de vârstă. O patrulă poate să aibă între 4 și 9 cercetași din aceeași grupă de vârstă. La nivel național activitatea ONCR este condusă de către un Consiliu Director.
La Săliște, Sibiu, între 11-21 august 2011, ONCR a organizat jamboreea RoJAM. Au participat peste 1,000 de cercetași și cercetașe din România și invitați din alte țări.

## Membri
- Lupișori: copii cu vârste între 7 și 10 ani
- Temerari: copii și tineri cu vârste între 11 și 14 ani
- Exploratori: tineri cu vârste între 15 și 18 ani
- Seniori: tineri cu vârste între 18 și 24 de ani
- Lideri: adulți cu vârste peste 18 ani

## Promisiunea Cercetașului
Promit pe onoarea mea să fac tot ce este posibil pentru: a servi patria mea România și credința mea, a ajuta pe aproapele meu în orice moment, a mă supune Legii Cercetașului.

## Legea Cercetașului
Cercetașul își iubește patria sa, România și pe toți cei care trăiesc in ea

Cercetașul este loial, își respectă cuvântul dat, nu minte, este curat în gând, în vorbă și în faptă

Cercetașul este util și își ajută semenii în orice situație, este un prieten pentru toți și frate cu toți Cercetașii

Cercetașul este econom și cumpătat, este îngăduitor cu alții și sever cu sine, își îngrijește corpul și duce o viață sănătoasă

Cercetașul iubește și ocrotește natura și este bun cu animalele

Cercetașul își respectă și ascultă părinții, șefii si profesorii și este disciplinat în tot ceea ce face

Cercetașul este credincios și respectă credința celorlalți

Cercetașul este curajos și încrezător în puterile sale, vioi și plin de însuflețire

Cercetașul iubește învățătura și la rândul său învață și pe alții

Cercetașul se străduiește să facă în fiecare zi o faptă bună, oricât de neînsemnată ar părea ea.